# Olympische Jugend-Sommerspiele 2010/Teilnehmer (Panama)
| Gelbes Symbol für Goldmedaillen mit stilisierten Olympischen Ringen | Graues Symbol für Silbermedaillen mit stilisierten Olympischen Ringen | Braundes Symbol für Bronzemedaillen mit stilisierten Olympischen Ringen |
| ------------------------------------------------------------------- | --------------------------------------------------------------------- | ----------------------------------------------------------------------- |
| —                                                                   | —                                                                     | —                                                                       |

Die Jugend-Olympiamannschaft aus Panama für die I. Olympischen Jugend-Sommerspiele vom 14. bis 26. August 2010 in Singapur bestand aus sieben Athleten.

## Athleten nach Sportarten

### Basketball
Jungen
- Darwin Archibold
- Alejandro Grant
- Enrique Grenald
- Bryan Waithe
3×3: 20. Platz

### Leichtathletik
Jungen
- Mateo Edward
100 m: 8. Platz
- Juan Mosquera
Weitsprung: 13. Platz

### Reiten
- Alejandra Ortiz
Springen Einzel: 23. Platz
Springen Mannschaft: 6. Platz (im Team Nordamerika)